# Asplenium oligophyllum
Asplenium oligophyllum är en svartbräkenväxtart som beskrevs av Georg Friedrich Kaulfuss. Asplenium oligophyllum ingår i släktet Asplenium och familjen Aspleniaceae. Inga underarter finns listade.